# Telenor Sverige
Telenor Sverige Aktiebolag är en svensk leverantör av telekommunikationstjänster, såsom mobil och fast telefoni samt datatjänster. Telenor Sverige AB ingår i den norska Telenor-koncernen.
Företaget erbjuder sina tjänster till både privatpersoner och företag. Telenor Sveriges vd är sedan oktober 2021 Bjørn Ivar Moen. Telenor Sverige har huvudkontor i Stockholm (Solna), samt kontor i Kalmar, Karlskrona, Göteborg, Malmö och Umeå. Företaget har även butiker i flera städer runt om i Sverige. Totalt har bolaget ca 2100 anställda och ca 50 egna butiker.
Det norska moderbolaget Telenor ASA har även ett direkt ägande i Canal Digital i Sverige, som marknadsförs under samma varumärke i Norge och Finland. Telenor Connexion är ett annat dotterbolag i den svenska delen av koncernen, vars affärsidé är att tillhandahålla produkter och tjänster inom sakernas internet.

## Historik
Telenor Sverige AB består sedan 2005 av de tidigare bolagen Vodafone Sverige AB (Europolitan), Bredbandsbolaget och Glocalnet. Sedan norska Telenors förvärv av bolagen har en gradvis integration av bolagens organisationer och strategier genomförts. Bland upphörda varumärken finns Telenor Express (Telenor Xpress), tidigare Vodafone Express, som bildades i november 2005 med syfte att tillhandahålla billig telefoni i andra och tredje generationens mobiltelenät (2G resp 3G).
Den 17 juni 2014 lanserade Telenor Sverige tjänsten Telenor Change och blev, som första operatör i Norden, den mobiloperatör som erbjöd kunderna att byta in sin gamla telefon mot en ny, utan extra kostnad. Tjänsten innebär att man som kund efter 12 månader kan få sin gamla telefon inbytt mot en ny, Telenor skriver då av resterande månadsavgifter och lägger upp en ny delbetalningsplan för den nya telefonen.
År 2015 tecknade Telenor Sverige ett 10-årigt avtal med Fabege gällande om 9 800 kvm kontorsyta i Solna. Den 1 maj 2018 började verksamheten flyttas från Slussen till ett nybyggt kontor i Solna, vilket uppförts där Råsunda fotbollsstadion tidigare låg och från augusti verkade hela kontoret från Solna.
Den 15 maj 2018 meddelade Telenor Sverige att Telenor Sverige och Bredbandsbolaget, inklusive Glocalnet, gick samman och blev ett och samma bolag med samma namn. Efter sammanslagningen blev Telenor Sverige en helhetsleverantör inom bredband, TV och mobil kommunikation.

## Verkställande direktörer
- 2009–2014: Lars-Åke Norling
- 2014–2019: Patrik Hofbauer
- 2019–2021: Kaaren Hilsen
- 2021–    : Bjørn Ivar Moen